# 田山真美人
田山 真美人（たやま まみと）は日本のアニメーター、キャラクターデザイナー、漫画家。主にアダルトアニメを手掛ける。「まみと」とクレジットされることもある。まつむらやすし名義で漫画を執筆していたこともある。

## 漫画作品
- サララ前線北上中（月刊少年ガンガン、全1巻）※まつむらやすし名義

## 主なアニメ作品
- 妻しぼり
- MILK ジャンキー 姉妹編
- ミセスジャンキー
- 洗濯屋しんちゃん
- 新最終痴漢電車
- 愛のカタチ

## イラスト集
- おんなのこ はる なつ あき ふゆ